# Bellachini

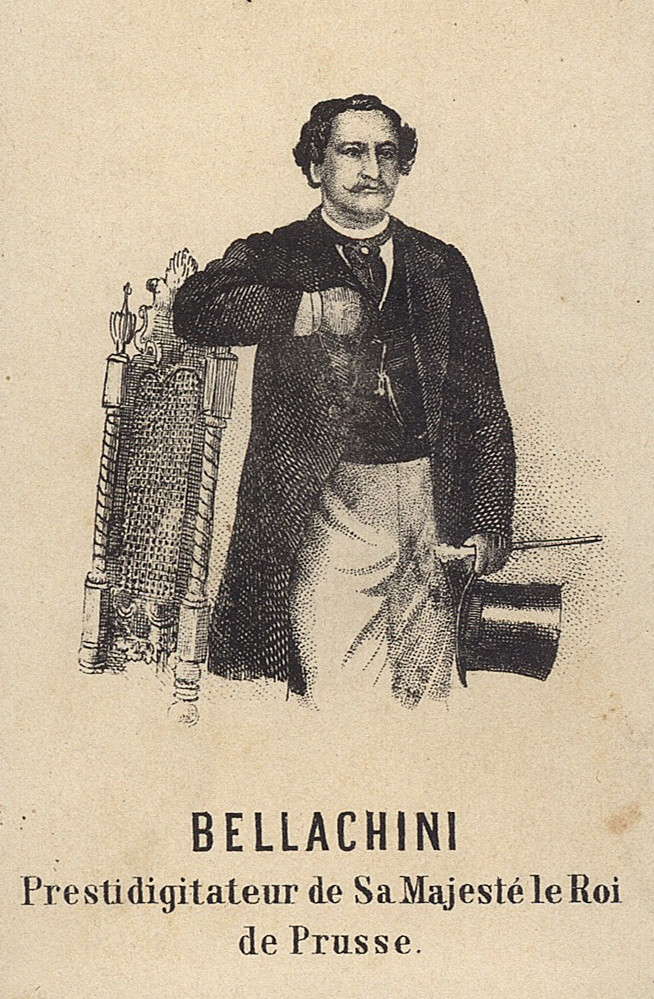
Bellachini

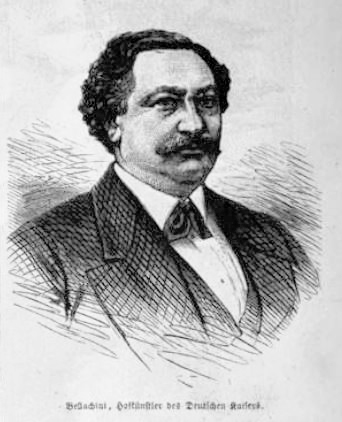
Bellachini

Bellachini oder Samuel Bellachini (* 1. Mai 1827 in Ligota; † 24. Januar 1885 in Parchim; eigentlich Samuel Berlach) war einer der populären und bekannten Zauberkünstler des 19. Jahrhunderts in Deutschland.

## Leben
Samuel Bellachini wurde als Sohn eines jüdischen Bauern im polnischen Ligota geboren und begann schon früh zu zaubern. Eine Lehre als Klempner brach er ab. Oftmals wird behauptet, dass er daraufhin nach Amerika ging, was jedoch nicht mit Quellen belegt werden kann. Seine Urenkelin Natascha Würzbach widerlegt diese Legende deutlich in der von ihr verfassten Biografie über Samuel Berlach. Glaubhaft hingegen sind die Angaben zu seiner Lehrzeit, in der er von Zigeunern Zauberkunststücke erlernte und begann, in Restaurants und auf Märkten aufzutreten. In den Bereich der Spekulation gehört ebenfalls die Angabe, er sei eine Zeitlang Anfang der 1840er Jahre bei dem zehn Jahre älteren Wiljalba Frickel als dessen Gehilfe und Schüler tätig gewesen.
Mit 16 Jahren gab er unter dem Namen Bellachini seine erste große öffentliche Vorstellung; von da an zog er mit großem Erfolg während vierzig Jahren als Jahrmarkts- und Herbergszauberkünstler vorwiegend durch Deutschland. Bellachini zog mit einem volkstümlichen Spektakel, das er als Ägyptische Magie bezeichnete, durch Deutschland und zeigte dabei besondere Showeffekte, so zauberte er zum Beispiel seinem Assistenten Hühnereier aus dem Mund oder enthauptete ihn auf offener Bühne. Seine Vorführungen begleitete er mit einem humoristischen Redeschwall in gebrochenem Deutsch.
Bellachini war äußerst geschäftstüchtig: Er sorgte dafür, dass regelmäßig in den Lokalzeitungen Artikel über seine Shows erschienen und ließ auffällige Werbeplakate drucken. Durch die große Zahl von Auftritten wurde er zu einem der beliebtesten und bekanntesten europäischen Zauberkünstler des 19. Jahrhunderts.
Eine seiner beiden Töchter war die durch eine Skandalehe bekannte Tamara, die Hervay von Kirchberg (geb. 1860 in Posen) heiratete.

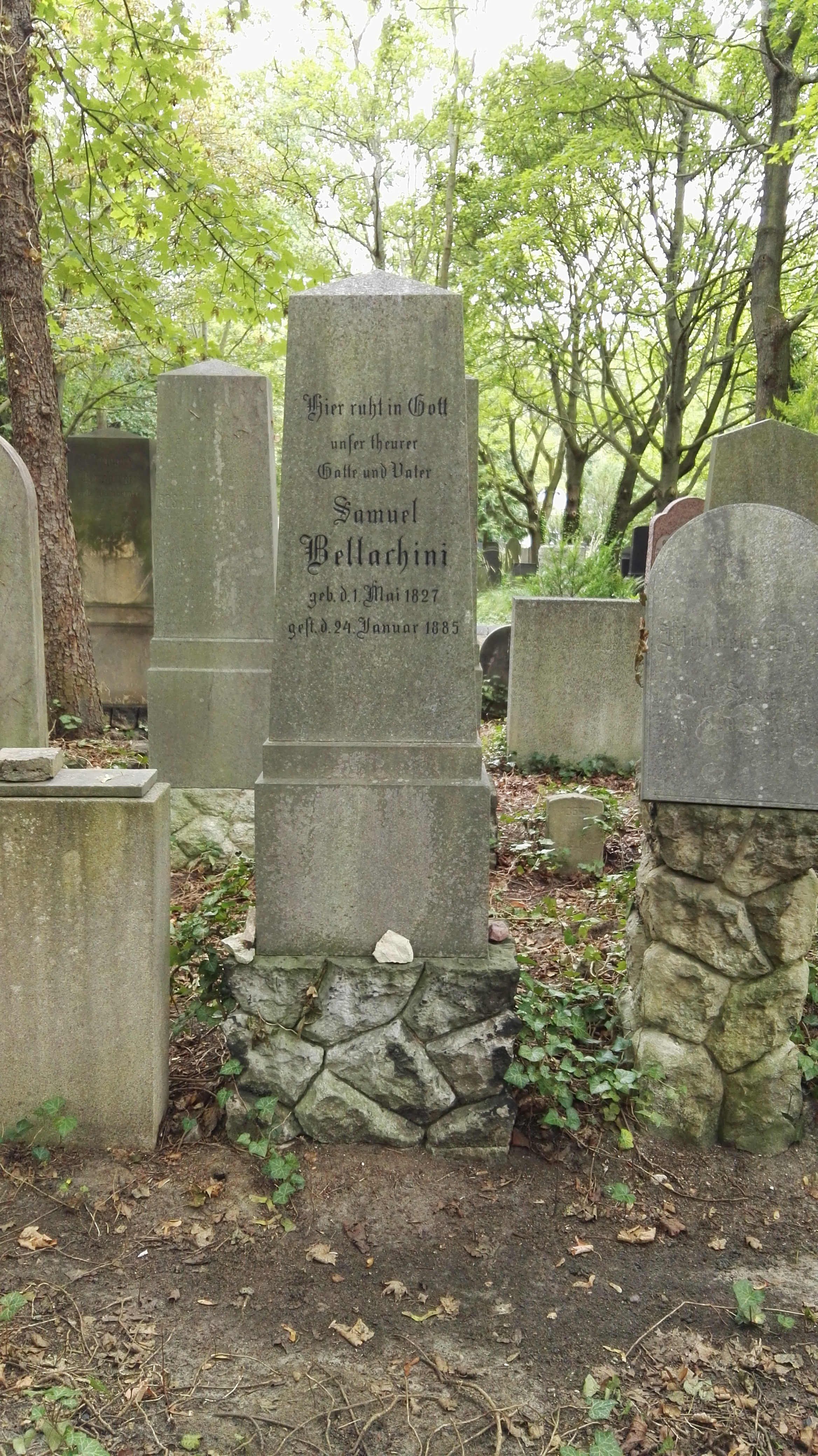
Grab auf dem Jüdischen Friedhof Berlin-Weißensee

Als sein Nachfolger bezeichnete sich Lucas Strack-Bellachini, in Artistenarchiven auch Bellachini II oder auch als Der Marburger Bellachini bezeichnet. Weil der Künstlername sehr zugkräftig war, haben sich nachträglich viele weitere Zauberkünstler des Namens Bellachini bedient. Siehe dazu auch Franz Schweizer-Bellachini.

## Anekdote
Bellachini stand bei Kaiser Wilhelm I. in hoher Gunst; in Bad Gastein wünschte dieser einmal ein Kunststück zu sehen; Bellachini, der als gebürtiger Pole ein sehr originelles Deutsch radebrechte, stellte sich einen Augenblick verlegen. Dann reichte er dem Kaiser eine Feder und bat ihn zu schreiben: Bellachini ist fortan von meinem Hofe verbannt; lächelnd meinte der Monarch, das könne er doch nicht schreiben, da es ja nicht zutreffe. Doch der Künstler erwiderte, das schade nichts, da es der Anfang des Kunststückes sei. Der Kaiser setzte sich also an den Tisch, aber die Feder, die er eintauchte, wollte durchaus nicht schreiben; schließlich händigte ihm Bellachini eine andere Feder aus, und der Kaiser fragte, was er nun schreiben solle. Da schlug der Magier vor: Wollen Eure Majestät geruhen zu schreiben: „Ich ernenne Bellachini zum Hofzauberkünstler“. Der Kaiser lachte, und jetzt versagte die Feder nicht und Bellachini durfte sich fortan Hofzauberkünstler nennen.

## Bellachini Museum
- Seit dem 18. Dezember 2022 gibt es in Hamburg das Zaubermuseum Bellachini.